# Ь
Ь je posebna cirilska črka, ki označuje mehčanje predstoječega soglasnika.
Tradicionalno ime te črke je jer' (ерь), mali jer ali tudi mehki znak.
| tiskano | pisano |
| ------- | ------ |
| Ь ь     | Ь ь    |

Prvotno sta črki Ъ in Ь označevali trdi oziroma mehki polglasnik. Pozneje se je izgovorjava v slovanskih jezikih spremenila in tri dve črki so začeli uporabljati za označevanje trde oziroma mehke izgovorjave soglasnikov. V starejšem ruskem pravopisu je morala vsakemu soglasniku slediti črka, ki je določala trdo ali mehko izgovorjavo tega soglasnika. Če je sledil trdi vokal (а, э, ы, о, у), se je soglasnik izgovarjal trdo. Če je sledil mehki vokal (я, е, и, ё, ю), se je soglasnik izgovarjal mehko. Če je soglasniku sledil še en soglasnik (in tudi na koncu besede), pa so dodali še trdi znak ъ za trdo izgovorjavo in mehki znak ь za mehko. V sodobni ruščini se trdi znak opušča (razen v izjemnih primerih), mehki znak pa se še uporablja.